# Ferroholmquistita
La ferroholmquistita és un mineral de la classe dels silicats que pertany al grup del nom arrel holmquistita. El seu nom fa referència al fet que és l'anàleg mineral amb ferro(II) de la holmquistita.

## Característiques
La ferroholmquistita és un inosilicat de fórmula química ☐Li₂(Fe2+
3Al₂)(Si₈O22)(OH)₂. Cristal·litza en el sistema ortoròmbic. La seva duresa a l'escala de Mohs és de 5 a 6.
L'exemplar que va servir per a determinar l'espècie, el que es coneix com a material tipus, es troba conservat al museu del departament de ciències de la terra de la Universitat de Pavia amb el número de mostra #2004-01.

## Jaciments
La ferroholmquistita va ser descoberta a la pegmatita Greenbushes, de la mina homónima (Bridgetown-Greenbushes Shire, Austràlia Occidental, Austràlia). Es tracta de l'únic indret on ha estat descrita aquesta espècie mineral.